# ADORA3
ADORA3 (англ. Adenosine A3 receptor) – білок, який кодується однойменним геном, розташованим у людей на короткому плечі 1-ї хромосоми. Довжина поліпептидного ланцюга білка становить 318 амінокислот, а молекулярна маса — 36 185.
| 10         |  | 20         |  | 30         |  | 40         |  | 50         |
| ---------- |  | ---------- |  | ---------- |  | ---------- |  | ---------- |
| MPNNSTALSL |  | ANVTYITMEI |  | FIGLCAIVGN |  | VLVICVVKLN |  | PSLQTTTFYF |
| IVSLALADIA |  | VGVLVMPLAI |  | VVSLGITIHF |  | YSCLFMTCLL |  | LIFTHASIMS |
| LLAIAVDRYL |  | RVKLTVRYKR |  | VTTHRRIWLA |  | LGLCWLVSFL |  | VGLTPMFGWN |
| MKLTSEYHRN |  | VTFLSCQFVS |  | VMRMDYMVYF |  | SFLTWIFIPL |  | VVMCAIYLDI |
| FYIIRNKLSL |  | NLSNSKETGA |  | FYGREFKTAK |  | SLFLVLFLFA |  | LSWLPLSIIN |
| CIIYFNGEVP |  | QLVLYMGILL |  | SHANSMMNPI |  | VYAYKIKKFK |  | ETYLLILKAC |
| VVCHPSDSLD |  | TSIEKNSE   |  |            |  |            |  |            |

A: Аланін

C: Цистеїн

D: Аспарагінова кислота

E: Глутамінова кислота

F: Фенілаланін

G: Гліцин

H: Гістидин

I: Ізолейцин

K: Лізин

L: Лейцин

M: Метіонін

N: Аспарагін

P: Пролін

Q: Глутамін

R: Аргінін

S: Серин

T: Треонін

V: Валін

W: Триптофан

Кодований геном білок за функціями належить до рецепторів, g-білокспряжених рецепторів, білків внутрішньоклітинного сигналінгу. 
Локалізований у клітинній мембрані, мембрані.